# Marcello Papiniano Cusani
Marcello Papiniano Cusani (Frasso Telesino, 17 febbraio 1690 – Napoli, tra il 2 e il 31 ottobre 1766) è stato un arcivescovo cattolico italiano. È anche chiamato Marcello Papiniano Cusano oppure semplicemente Marcello Cusano, ed è noto soprattutto per essere stato il fautore e primo rettore dell'Università degli Studi di Altamura.

## Biografia

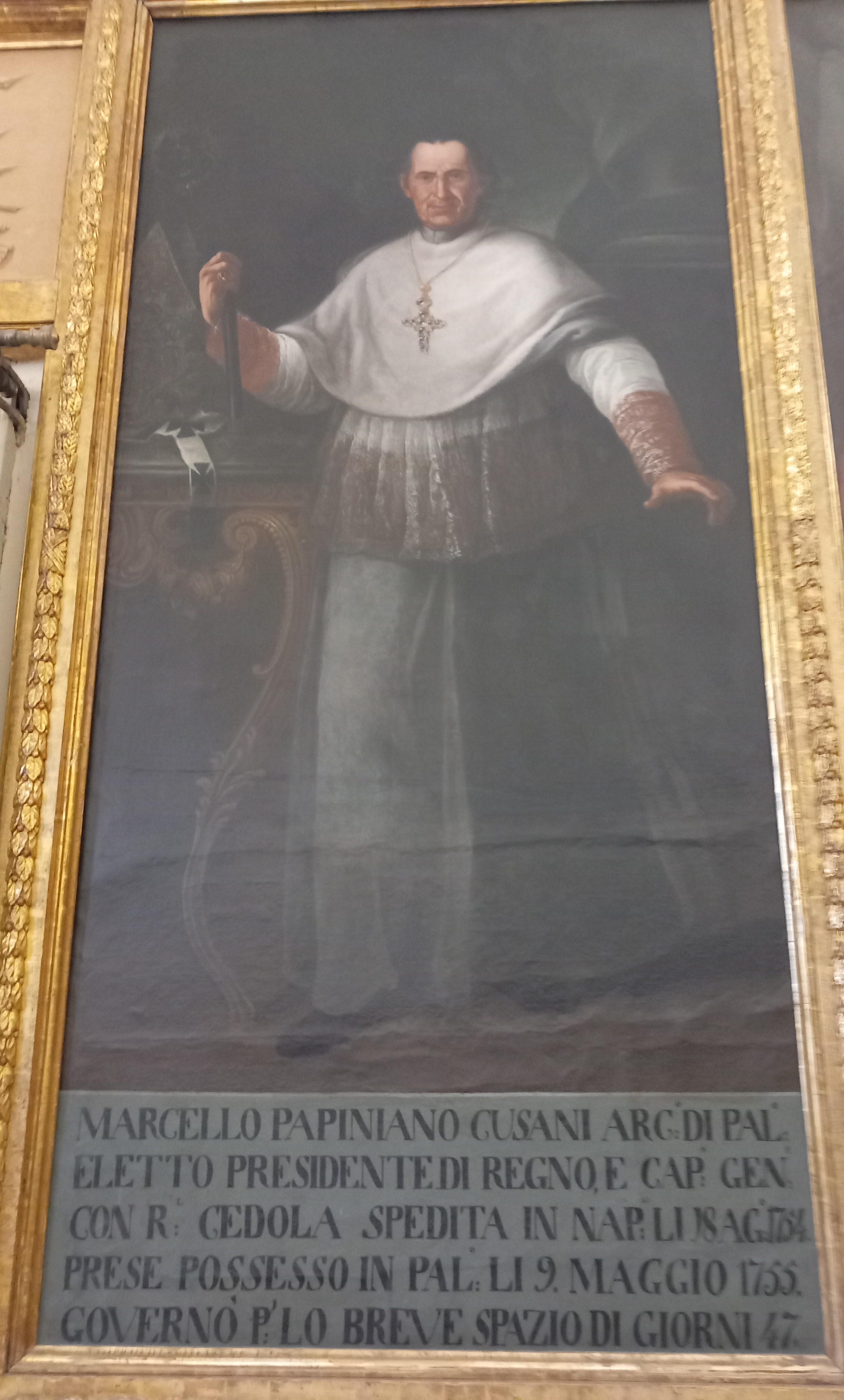
Dipinto esposto a Palazzo dei Normanni

### Primi anni
Marcello Papiniano Cusani nacque a Frasso Telesino il 17 febbraio 1690 da Antonio e Antonietta Rainone. La famiglia dei Cusani aveva già dato i natali a illustri personaggi, ossia Biagio Cusano, poeta e professore di diritto a Napoli e Gennaro Cusani (zio di Marcello) anch'egli professore di diritto. Dopo aver ricevuto un'istruzione di base, si recò a Napoli, dove studiò diritto sotto la guida dello zio Gennaro e di Basilio Giannelli.
Marcello in quel periodo fu influenzato dalle idee dello zio (che era antigesuita e antispagnolo) e dall'ambiente culturale napoletano di quel periodo. Forse perché influenzato dalla "Congregazione dei padri pii operai" e dalla loro guida padre Torres (un ecclesiastico illuminato), nel 1709 decise di intraprendere la carriera ecclesiastica, animato dal desiderio di rinnovare la Chiesa, e il 10 giugno 1713 ricevette l'ordinazione sacerdotale.

### L'insegnamento a Torino e il periodo a Vienna
A partire dal 1720, la sua carriera cominciò a decollare. Inizialmente gli fu affidato l'incarico di "sostituto del Digesto vecchio" nello Studio di Napoli. Nel 1723 vinse, inoltre, il concorso per le cattedre di diritto civile e diritto canonico, e divenne così professore di entrambi i diritti. Inoltre accettò anche l'offerta di insegnare diritto civile all'Università di Torino e nel 1724 si trasferì a Torino. Vi rimase fino al 1730, allorché il nuovo re, Carlo Emanuele III, impose restrizioni alle libertà di insegnamento e religiosa.
Nel 1730, lasciata Torino, Cusani si recò a Vienna esortato dal suo amico di lunga data Pietro Giannone, che proprio in quel periodo si trovava a Vienna. Dopo pochi anni, però, Cusani decise di ritornare a Napoli, dove divenne insegnante di diritto e storia ecclesiastica presso lo Studio generale di Napoli, dove ebbe come suoi studenti Ferdinando Galiani, Giuseppe Palmieri e Antonio Genovesi.

### La fondazione dell'Università degli Studi di Altamura
Nel 1746, Cusani accettò la nomina di arciprete della Cattedrale di Altamura e, proprio ad Altamura, portò avanti riforme nello spirito del cosiddetto giannonismo, teso ad affermare i privilegi del re su quelli del clero. Sviluppò opere di riforma del clero e, soprattutto, ebbe l'idea di istituire un'università degli studi nella città, utilizzando le rendite del cosiddetto Monte a Moltiplico.
La raccolta di fondi era già cominciata un secolo prima, nel 1640 ma per uno scopo diverso, cioè trasformare l'arciprelatura nullius di Altamura in vescovado forse per divenire così più forti contro le pretese del vicino vescovado di Gravina. L'idea di Cusani fu quella di utilizzare i risparmi (o, più propriamente, le rendite) del Monte a Moltiplico al fine di istituire un'università e garantire un'istruzione pubblica e laica. L'idea piacque al re di Napoli di allora, Carlo III di Spagna, il quale era interessato a limitare il predominio della Chiesa nell'istruzione dei giovani.
Marcello Papiniano Cusani fondò l'Università degli Studi di Altamura prevedendo l'accorpamento in capo alla stessa persona delle due funzioni di rettore e arciprete della Cattedrale di Altamura. Questa caratteristica della duplice carica rimase per l'intera vita dell'università. Il primo a divenire sia rettore dell'università che arciprete della Cattedrale di Altamura fu Cusani stesso, il quale fu anche insegnante di diritto all'interno dell'università; dal 1747 al 1752 diresse sia l'università che la cattedrale, ma in seguito a screzi con il clero locale decise di lasciare la città chiedendo a Galiani di consentirgli di "andar via". L'università da lui fondata restò aperta fino agli inizi dell'Ottocento.

### Le cariche arcivescovili a Otranto e Palermo
Il 18 marzo 1753 Cusani fu consacrato vescovo a Roma, per mano del patriarca titolare di Costantinopoli Ferdinando Maria de' Rossi, co-consacranti l'arcivescovo metropolita di Zara Matteo Caraman e il vescovo titolare di Ermopoli Maggiore Luigi Antonio Valdina Cremona; successivamente divenne arcivescovo di Otranto. La carica di arcivescovo di Otranto durò solo pochi mesi, poiché il 27 febbraio 1754 Carlo III di Spagna lo scelse per l'incarico di arcivescovo di Palermo. Secondo alcune fonti, lasciò Otranto l'11 febbraio 1754.
A Palermo, a differenza di Altamura, Cusani godeva di maggior potere, in virtù della sua carica di arcivescovo, e questo rese più incisive le riforme da lui adottate, tese ad affermare la supremazia del sovrano sul potere locale feudale. Inoltre, da un punto di vista prettamente culturale, riformò gli studi giuridici e filosofici in modo da ridimensionare il predominio dei gesuiti e, inoltre, favorì la diffusione delle idee di John Locke.

### Gli ultimi anni e la morte
Ormai anziano e affetto da cecità, il 16 luglio 1762 Cusani si dimise dall'arcivescovado di Palermo e tornò a Napoli. Qui fu accolto dal suo amico Ignazio Della Croce, generale degli agostiniani. Entrò così a far parte dell'ordine degli agostiniani e vi rimase fino al 1766, anno della sua morte. La sua salma è sepolta nella chiesa di S. Maria della Verità.

## Il pensiero
Il pensiero di Cusani è segnato dall'ambiente culturale napoletano di quel periodo, in particolare dall’influenza dello zio Gennaro. Era profondamente antigesuita e antispagnolo, e si auspicava un rinnovamento della società e della Chiesa. Era, inoltre, stretto amico di Pietro Giannone, che Cusani ebbe modo di frequentare particolarmente nel suo periodo a Vienna, col quale era in corrispondenza e dal quale Cusani fu indubbiamente influenzato.

## I parenti illustri
Come detto, Marcello Papiniano Cusani aveva due parenti illustri, il prozio (zio del padre), Biagio Cusano, poeta e professore dei "Canoni della mattina". Morì, a quanto pare, di apoplessia nel 1683. Scrisse molte opere, sia pubblicate che inedite.
Suo zio, Gennaro Cusano, era un avvocato e professore di diritto canonico. Il 18 luglio 1703 gli fu assegnata la cattedra di "Sacri canoni matutina". Fu inoltre professore di molti illustri dotti di quel periodo, tra cui Giacomo Castelli.

## Cariche ricoperte
- Sostituto del digesto vecchio nello Studio di Napoli (1720-1723?)[1][18]
- Professore di diritto civile e canonico a Napoli (1723-1724)[1][18]
- Professore di diritto civile all'Università di Torino (1724-1730)[1]
- Arciprete di Altamura (1747-1752)[2] o (1725-1727) o (1725-1730)[4]
- Rettore dell'Università degli Studi di Altamura (1747-1752)[2]
- Arcivescovo di Otranto (1753-1754)[1]
- Arcivescovo di Palermo (1754-1762)[1]
- Principe dell'"Accademia del Buon Gusto" (1754-?)[19]
- Principe dell'Accademia delle Scienze e delle Arti[20]
- Presidente e Capitano generale del Regno di Sicilia[21]
- Prelato domestico di papa Benedetto XIV[21]
- Vescovo assistente de Soglio pontificio e del consiglio di S.R.M.[21]
- Commissario generale apostolico del Tribunale della Santissima Crociata del Regno di Sicilia e sue isole adiacenti[21]

## Opere
Marcello Papiniano Cusani non ha pubblicato opere. Alcune ricerche hanno, però, consentito di ritrovare alcune opere (la maggior parte delle quali autografe) redatte per le sue lezioni universitarie.
- Institutiones Iuris Ecclesiastici (opera in due volumi di cui si conservano due copie,una a Napoli e una a Palermo);
- Institutiones Iuris Ecclesiastici (opera in quattro volumi relativi al periodo in cui visse ad Altamura e conservati a Bari presso la Biblioteca provinciale "G. De Gemmis");
- Institutiones Iuris Ecclesiastici (due opere rispettivamente in tre e quattro volumi, conservate entrambe presso l'Archivio Biblioteca Museo Civico di Altamura).

## Genealogia episcopale
La genealogia episcopale è:
- Cardinale Scipione Rebiba
- Cardinale Giulio Antonio Santori
- Cardinale Girolamo Bernerio, O.P.
- Arcivescovo Galeazzo Sanvitale
- Cardinale Ludovico Ludovisi
- Cardinale Luigi Caetani
- Cardinale Ulderico Carpegna
- Cardinale Paluzzo Paluzzi Altieri degli Albertoni
- Cardinale Flavio Chigi
- Papa Clemente XII
- Cardinale Giovanni Antonio Guadagni, O.C.D.
- Cardinale Ferdinando Maria de' Rossi
- Arcivescovo Marcello Papiniano Cusani